# Thomas Kauffmann
Thomas Kauffmann (* 20. November 1924 in Reutlingen; † 23. Februar 2012) war ein deutscher Chemiker und Hochschullehrer an der Universität Münster.

## Leben
Thomas Kaufmann war der Sohn des Lehrers Fritz Alexander Kauffmann und seiner Frau Gertrud. Er studierte Chemie an der Universität Würzburg und an der Technischen Hochschule Darmstadt und wurde im Jahr 1956 bei Clemens Schöpf an der TH Darmstadt mit einer Dissertation mit dem Titel Natriumhydrazid in der organischen Synthese zum Dr. rer. nat. promoviert. Ebenfalls an der TH Darmstadt erfolgte 1960 die Habilitation. Im Jahr 1965 erfolgte ein Ruf als außerordentlicher Professor an die Universität Münster. 1968 wurde er dann zum ordentlichen Professor und zum Direktor am Organisch-Chemischen Institut ernannt.
Sein Forschungsschwerpunkt waren vor allem metallorganische Reagenzien, Reagenzien für die organische Synthese und Heterocyclen-Chemie. Seine bekannteste Entwicklung ist die Kauffmann-Olefinierung, welche eine metallorganische Alternative, ähnlich der Tebbe-Methylenierung, zur Wittig-Reaktion darstellt.
Nach seiner Emeritierung schrieb Kauffmann zwei autobiographische Bücher.

## Veröffentlichungen (Auswahl)
- In einer anderen Zeit. Erinnerungen 1944 bis 1950. Kovač, Hamburg 2001, ISBN 3-8300-0442-7.
- Abschiedsvorlesung. Ein deutscher organisch-chemischer "Arbeitskreis" zwischen 1956 und 1993. Kovač, Hamburg 2004, ISBN 3-8300-1688-3.